# Dziewanna Chaixa austriacka
Dziewanna Chaixa austriacka (Verbascum chaixii subsp. austriacum) – podgatunek rośliny należący do rodziny trędownikowatych. Przez niektórych autorów wyróżniany w randze gatunku. Występuje w Europie Środkowej i Południowej. W Polsce spotykany tylko w okolicach Krakowa, Miechowa, Proszowic i Nowego Brzeska.

## Morfologia
ŁodygaWzniesiona, o wysokości do 150 cm, rozgałęziona, z włoskami gwiazdkowatymi.
LiścieSpód liści z włoskami gwiazdkowatymi. Dolne liście z ogonkiem, jajowate, karbowane. Najwyższe liście siedzące.
KwiatySzypułka kwiatowa i kielich pokryte kutnerem. Korona żółta, 15–25 mm średnicy.
OwocJajowatokulistawa torebka o długości ok. 7 mm, z drobnymi nasionami rozsiewanymi przez wiatr.

## Biologia i ekologia
Roślina dwuletnia, hemikryptofit. Rośnie w murawach kserotermicznych Origano-Brachypodietum. W klasyfikacji zbiorowisk roślinnych podgatunek charakterystyczny dla O. Festucetalia valesiacae.

## Zagrożenia i ochrona
Podgatunek umieszczony w Polskiej Czerwonej Księdze Roślin oraz na polskiej czerwonej liście w kategorii VU (narażony).
Około połowa populacji podlega ochronie w Ojcowskim Parku Narodowym.